# Estación de Buchs-Dällikon
La estación de Buchs-Dällikon es un apeadero de la comuna suiza de Buchs, en el Cantón de Zúrich.

## Situación
El apeadero se encuentra ubicado en el borde sur del núcleo urbano de Buchs, aunque también sirve a la comuna de Dällikon, que está situada en el sur del apeadero.
El apeadero de Buchs-Dällikon cuenta con un único andén al que accede una sola vía. Existe otra vía pasante, que no cuenta con un andén, totalizando dos vías pasantes, a las que hay que sumar la existencia de un apartadero al oeste del apeadero compuesto de cuatro vías, del que nace un ramal para acceder a varias fábricas cercanas.
En términos ferroviarios, el apeadero se sitúa en la línea Wettingen - Effretikon. Sus dependencias ferroviarias colaterales son la estación de Otelfingen-Golfpark hacia Wettingen y la estación de Regensdorf-Watt en dirección Effretikon.

## Servicios ferroviarios
El único servicio ferroviario existente en la estación es prestado por SBB-CFF-FFS, debido a que la estación está integrada dentro de la red de cercanías S-Bahn Zúrich, y en la que efectúan parada los trenes de una línea perteneciente a S-Bahn Zúrich:
- S 6 Baden – Regensdorf-Watt – Zúrich HB – Uetikon